# Ceuta

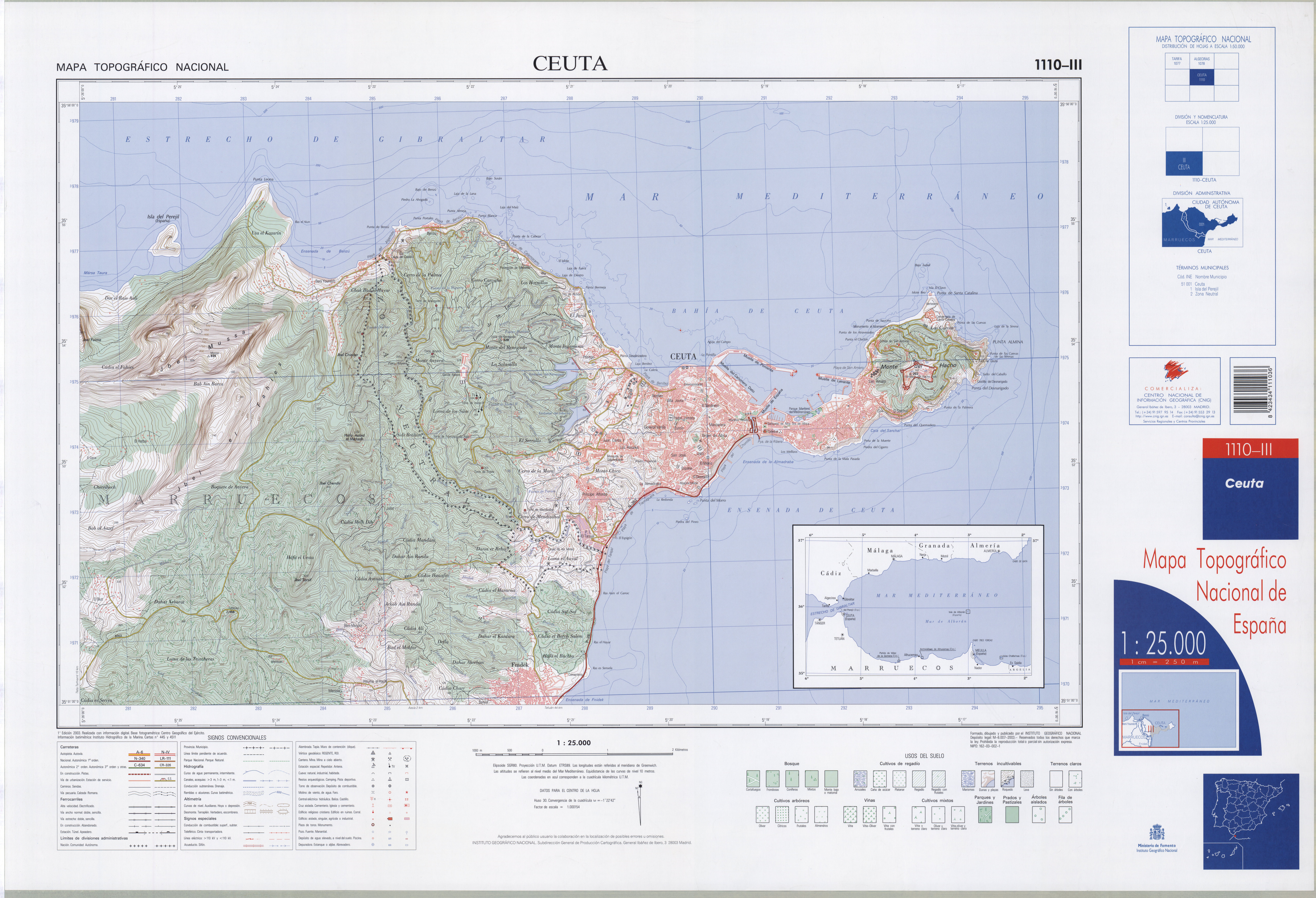
Karte von Ceuta

Ceuta (Aussprache [ˈθeu̯ta], arabisch سبتة, DMG Sabta; marokkanisches Tamazight ⵙⴰⴱⵜⴰ) ist eine spanische Stadt an der nordafrikanischen Küste und der Straße von Gibraltar mit 83.117 Einwohnern (Stand 1. Januar 2022). Ceuta gehört als spanische Exklave zur Europäischen Union, nicht aber zur NATO, und verfügt über einige Sonderrechte. Insbesondere ist es gemäß dem Zollkodex der Union vom Zollgebiet der Union ausgenommen. Ceuta gehört auch nicht zum Schengen-Raum.
Ceuta war seit dem Jahr 1415 zunächst in portugiesischem und später in spanischem Besitz; auch nach der Unabhängigkeit Marokkos 1956 blieben Ceuta und das ebenfalls in Nordafrika gelegene Melilla spanisch. Von marokkanischer Seite wird der Gebietsanspruch auf die beiden Städte grundsätzlich betont, konkrete Schritte zu dessen Durchsetzung wurden und werden aber nicht unternommen. Seit 1995 haben Ceuta und Melilla den Status einer „autonomen Stadt“ (ciudad autónoma), der ihnen einige der Befugnisse der autonomen Gemeinschaften verleiht. Ceuta hat seit 1993 einen Grenzzaun zu Marokko, um Einwanderung in die EU zu verhindern.

## Lage

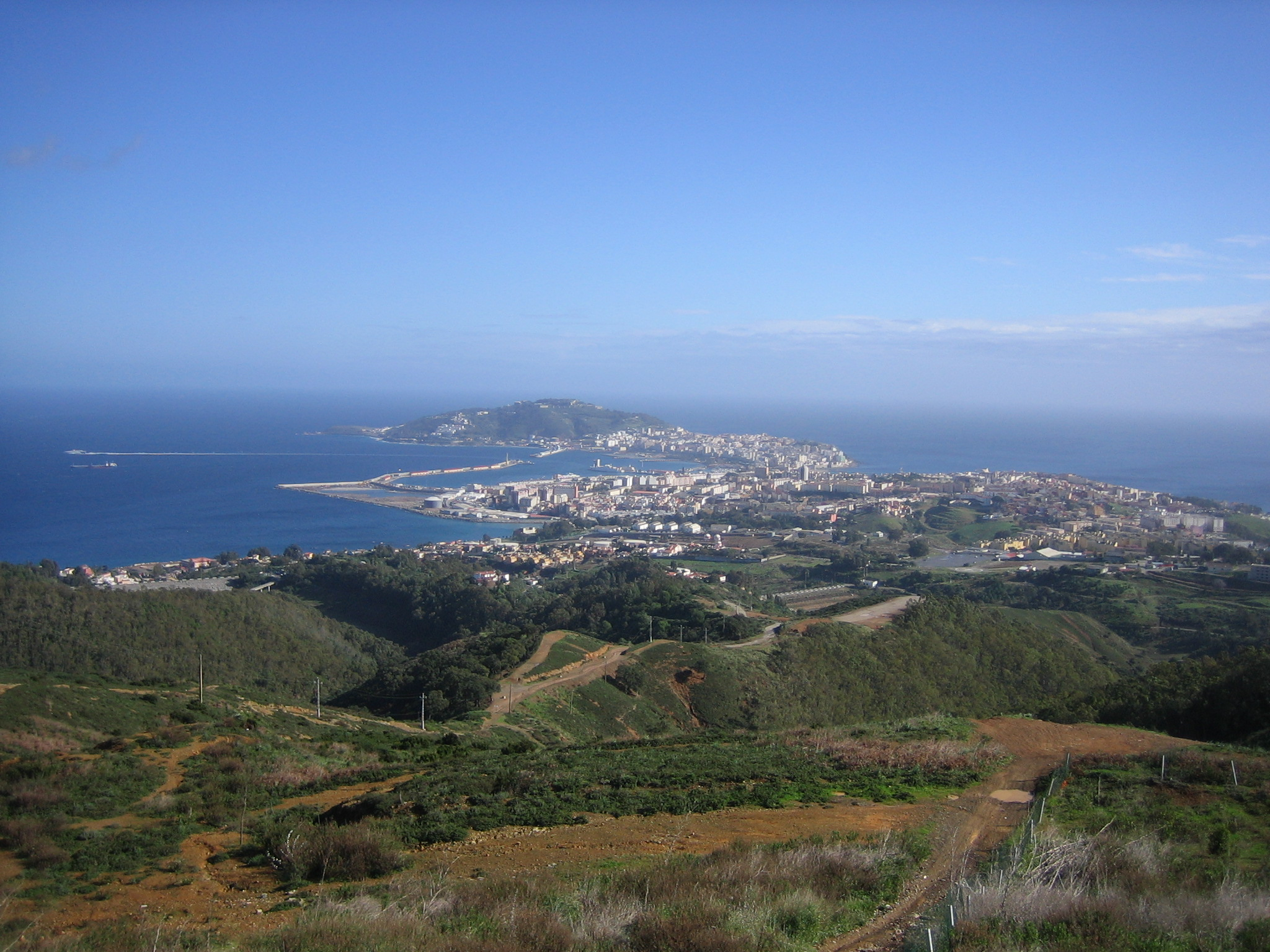
Halbinsel und Hafen (Blickrichtung Osten)

Die 18,5 Quadratkilometer große spanische Exklave liegt auf der Spitze einer Halbinsel der westlichen Mittelmeerküste Marokkos. Das Gebiet hat eine Landgrenze mit Marokko und ist etwa 21 Kilometer von der Iberischen Halbinsel entfernt. Die Fährverbindung nach Algeciras dauert ca. eine Stunde. Die nächste größere Stadt auf marokkanischem Boden ist das etwa 40 Kilometer südlich gelegene Tétouan.

## Bevölkerung
| Jahr      | 1877 1     | 1910       | 1940       | 1960   | 1970   | 1981   | 1991   | 2001   | 2011   | 2016   |
| --------- | ---------- | ---------- | ---------- | ------ | ------ | ------ | ------ | ------ | ------ | ------ |
| Einwohner | ca. 10.500 | ca. 24.000 | ca. 59.000 | 73.182 | 67.187 | 70.864 | 73.208 | 75.694 | 82.376 | 84.519 |

Im Jahr 2006 war die eine Hälfte der Einwohnerschaft christlichen und die andere Hälfte muslimischen Glaubens.

## Geschichte

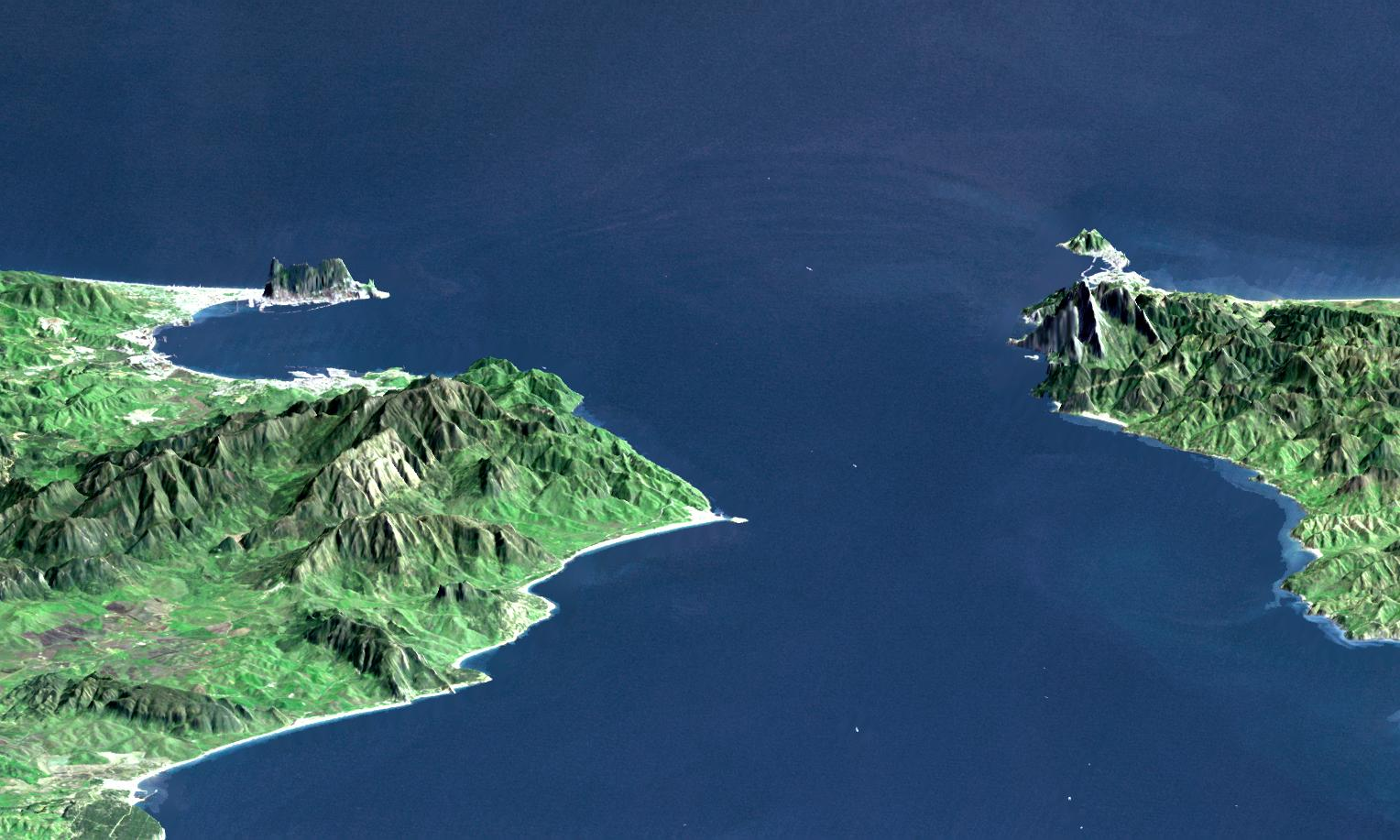
Straße von Gibraltar (von Westen); Ceuta: rechts im Hintergrund; Kombination von Satelliten- und topografischen Radarbildern der NASA

### Etymologie
„Sieben Brüder“ war der antike Name des Bergmassivs Jbel Musa. Aus der Ortsbezeichnung „Bei den Sieben Brüdern“ entstand als römische Lehnübersetzung Ad Septem Fratres und daraus die Kurzform Septem → Septa. Im Arabischen gibt es kein /p/, weshalb es durch /b/ ersetzt wurde: arabisch Sabta. Zur Umlautung /a/ → /e/ siehe Arabische Dialekte: Imāla.
Die portugiesische und spanische (und internationalisierte) Namensform lautet Ceuta. Die Substituierung des Lautes /b/ (in arab. Sabta) durch den Laut /u/ (in Ceuta) entspricht dem häufigen Tausch der Grapheme „b“ und „v/u“ in den iberoromanischen Sprachen.

### Antike und Mittelalter
Die Geschichte der Stadt begann mit den Griechen – phönizische Spuren wurden bislang nicht entdeckt. Es ist aber nicht gesichert, ob an der Stelle des heutigen Ceuta dauerhafte Siedlungen existierten. Die Griechen nannten den Ort Επτά Αδέλφια Heptá Adélphia, deutsch ‚Sieben Brüder‘, was sich auf sieben Berge der Umgebung bezieht. Im Jahr 319 v. Chr. übernahmen die Karthager die Stadt.
Nach dem Zweiten Punischen Krieg wurde Ceuta als Septem Fratres römisch, und die Einwohner erhielten das römische Bürgerrecht. Ceutas strategische und wirtschaftliche Bedeutung wuchs, und die Stadt wurde – neben dem konkurrierenden Tingis (= Tanger) – zur bedeutendsten der römischen Provinz Mauretania Tingitana.
Im Jahre 429 eroberten Vandalen die Stadt. 534 fiel sie an das Byzantinische Reich als Nachfolger des Römischen Reiches. 616 wurde sie von den Westgoten erobert. Im frühen 8. Jahrhundert soll in Ceuta möglicherweise noch ein byzantinischer Statthalter fungiert haben (siehe Julian), doch nahmen schließlich die Araber und die mit ihnen verbündeten Berberstämme die Stadt ein. In der Folgezeit unterstand Ceuta den spanischen Umayyaden sowie den berberischen Almoraviden, Almohaden und Meriniden (kurzzeitig auch den tunesischen Hafsiden).

### Portugal und Spanien (1415–1668)
Am 21. August 1415 eroberten die Truppen von König Johann I. in einer großangelegten Militäraktion die Stadt im Rahmen der Reconquista. Für Portugals Ambitionen, den Seeweg nach Indien zu finden, war der Ort strategisch eher unbedeutend. 1578 starb der junge portugiesische König Sebastian I. in der Schlacht von Alcácer-Quibir und blieb ohne direkte Nachkommen. Durch die damit verbundene Änderung der Erbfolge fiel Ceuta 1580 zusammen mit dem Mutterland an die spanische Krone (Personalunion).
1640 erklärte sich Portugal wieder für unabhängig, was heftigen politischen Streit auslöste. Nach zwei militärischen Niederlagen im Restaurationskrieg erkannte Spanien im Frieden von Lissabon (1668) die Unabhängigkeit Portugals an.

### Spanien (ab 1668)
1668 wurden Ceuta und die Isla Perejil im Rahmen des Friedensvertrages von Lissabon von Portugal an Spanien abgetreten. Das Stadtwappen Ceutas blieb jedoch bis auf den heutigen Tag identisch mit dem Staatswappen Portugals.
Die heutigen Grenzen wurden 1860 nach dem Spanisch-Marokkanischen Krieg im Friedensvertrag von Tétouan festgelegt. Daher wurde Ceuta 1912 auch nicht Teil des spanischen Protektorats in Marokko, sondern blieb als Plaza de soberanía direkt der spanischen Regierung unterstellt. Da die Stadt nicht Teil des Protektorats war, blieb sie auch nach der marokkanischen Unabhängigkeit (1956) Teil von Spanien. Bis zum 14. März 1995 gehörte Ceuta zur Provinz Cádiz. Seither ist sie eine „autonome Stadt“ (Ciudad autónoma) und genießt ähnliche Rechte wie die autonomen Gemeinschaften des Mutterlandes. Letzteres gilt auch für Melilla.

### Migration und Grenzzaun
Ceuta hat seit 1993 einen Grenzzaun zu Marokko, um Einwanderung in die EU zu verhindern. 1995 wurde die Grenzanlage erweitert und 2005 der Zaun von drei auf sechs Meter erhöht. Die gesamte Anlage ist (Stand 2008) 24 km lang. Seit 2005 kam es immer wieder zu kritischen Situationen, bei denen große Menschengruppen versuchten, den Zaun zu überwinden. Mehrfach konnten dabei hunderte bis Tausende von Flüchtlingen die Grenzanlagen überwinden, wobei zumeist anschließend eine Abschiebung der Migranten zurück nach Marokko erfolgte. 2005 wurden 14 Menschen beim Versuch die Absperrung zu überwinden erschossen.
Am 6. Februar 2014 erschoss die Guardia civil erneut 14 Menschen aus Subsahara-Afrika, als diese schwimmend den Strand von Tarajal zu erreichen versuchten. Im Zuge der Flüchtlingskrise in Europa ab 2015 war Ceuta zunehmend in den Fokus der internationalen Politik geraten, da Migranten aus Afrika in großer Zahl versuchten, die Grenzzäune um die Stadt zu überwinden, um ein Aufenthaltsrecht in der Europäischen Union zu erlangen.
Im Mai 2021 gelangten tausende von Flüchtlingen nach Ceuta, indem sie durch das Meer schwammen. Zuvor hatten stets marokkanische Polizisten die Wassergrenze bewacht. Der Rückzug der marokkanischen Sicherheitskräfte wurde offenbar von Marokkos König Mohammed VI. angeordnet, der die Migrationspolitik offenbar regelmäßig benutzt, um Druck auf Spanien und Europa auszuüben.

## Politik
Seit 1995 hat Ceuta den Status einer „autonomen Stadt“ (ciudad autónoma), der ihr einige der Befugnisse der autonomen Gemeinschaften verleiht. 
Alcalde-presidente der „autonomen Stadt“ ist seit 2001 Juan Jesús Vivas (PP).

Die Asamblea de Ceuta hat 25 Mitglieder, zuletzt wird 2025 gewählt. Als Vertretung in den Cortes Generales hat Ceuta im Kongress 1 Sitz, im Senat 2 Sitze.
- Caballas: 1
- MDyC: 2
- PSOE: 7
- PP: 9
- VOX: 6

## Partnerstädte
- Aci Catena, Italien
- Algeciras, Spanien
- Alhaurín de la Torre, Spanien
- Cádiz, Spanien
- Guadalajara, Mexiko
- Melilla, Spanien
- Santarém, Portugal

## Wirtschaft und Infrastruktur
Die wichtigsten Wirtschaftszweige im Primärsektor sind die Fischzucht in Aquakulturen und die Fischverarbeitung – Landwirtschaft gibt es auf dem Gebiet der Exklave nicht. In der Vergangenheit spielte auch der Bausektor eine bedeutende Rolle, doch seit etlichen Jahren stagniert das Bevölkerungs- und Wirtschaftswachstum und damit auch die Bauindustrie. Vom Freihafen aus werden vor allem in der Umgebung von Tétouan weiterverarbeitete Nordseekrabben sowie Fisch und Obst exportiert. Der grenzüberschreitende Handel sowie finanzielle Transfers vom spanischen Festland oder der restlichen EU sind weitere wirtschaftliche Stützen der Stadt. Das einzige gesetzliche Zahlungsmittel ist der Euro, doch werden in vielen Geschäften auch marokkanische Dirhams sowie Britische Pfund, US-Dollar u. ä. angenommen.
Im Vergleich mit dem BIP der EU ausgedrückt in Kaufkraftstandards erreicht Ceuta einen Index von 97 (EU-27:100) (2006). Im Jahr 2017 betrug die Arbeitslosenquote 22,4 % und gehört damit zu den höchsten innerhalb der Europäischen Union.
Bis 1958 besaß Ceuta mit der Bahnstrecke Ceuta–Tétouan eine Bahnverbindung nach Marokko.

## Kultur und Sehenswürdigkeiten
Das historische Zentrum von Ceuta wurde als Kulturgut (Bien de Interés Cultural) der Kategorie Conjunto histórico-artístico eingelistet.

### Militärische Bauten

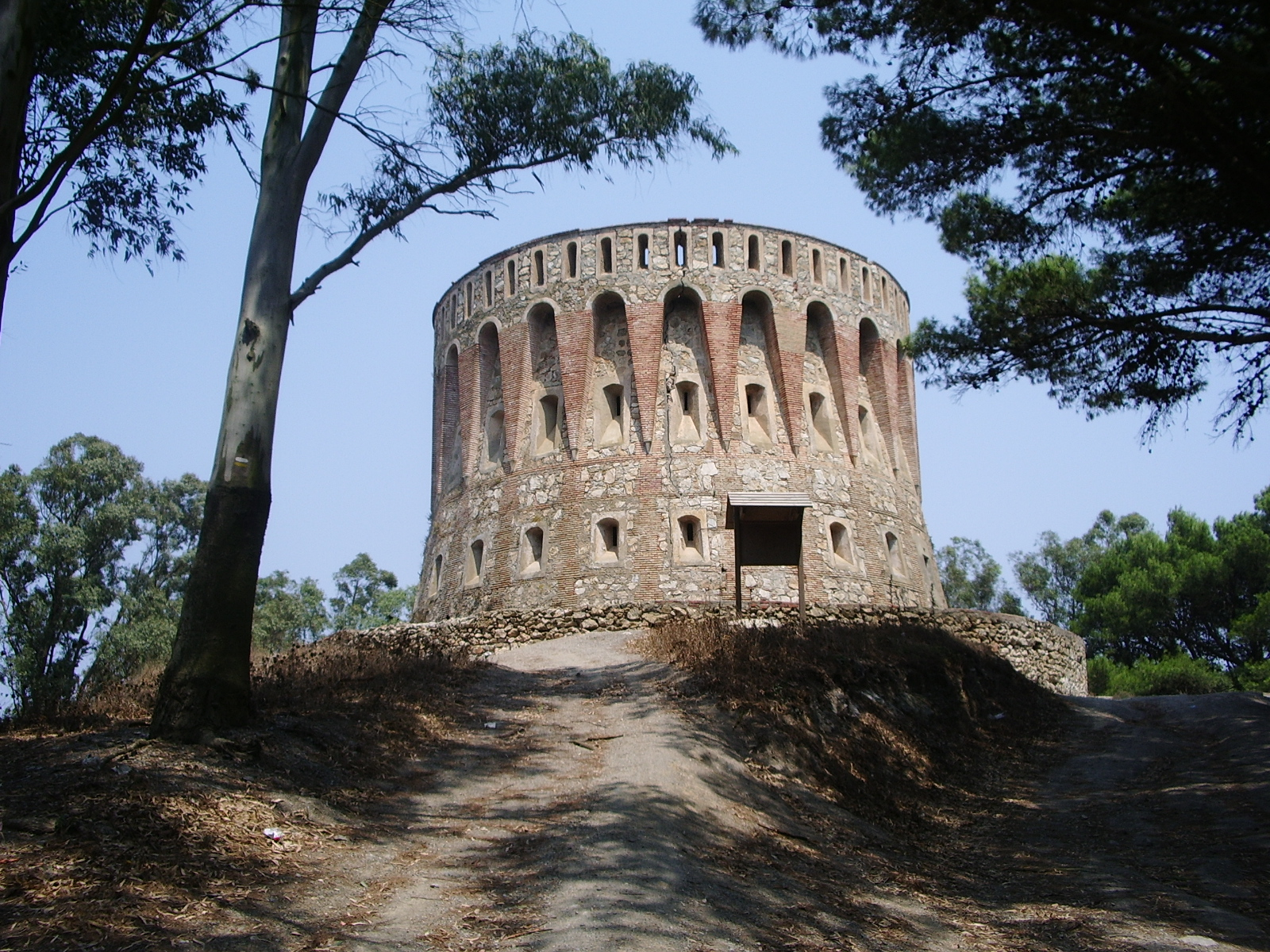
Fuerte de Aranguren

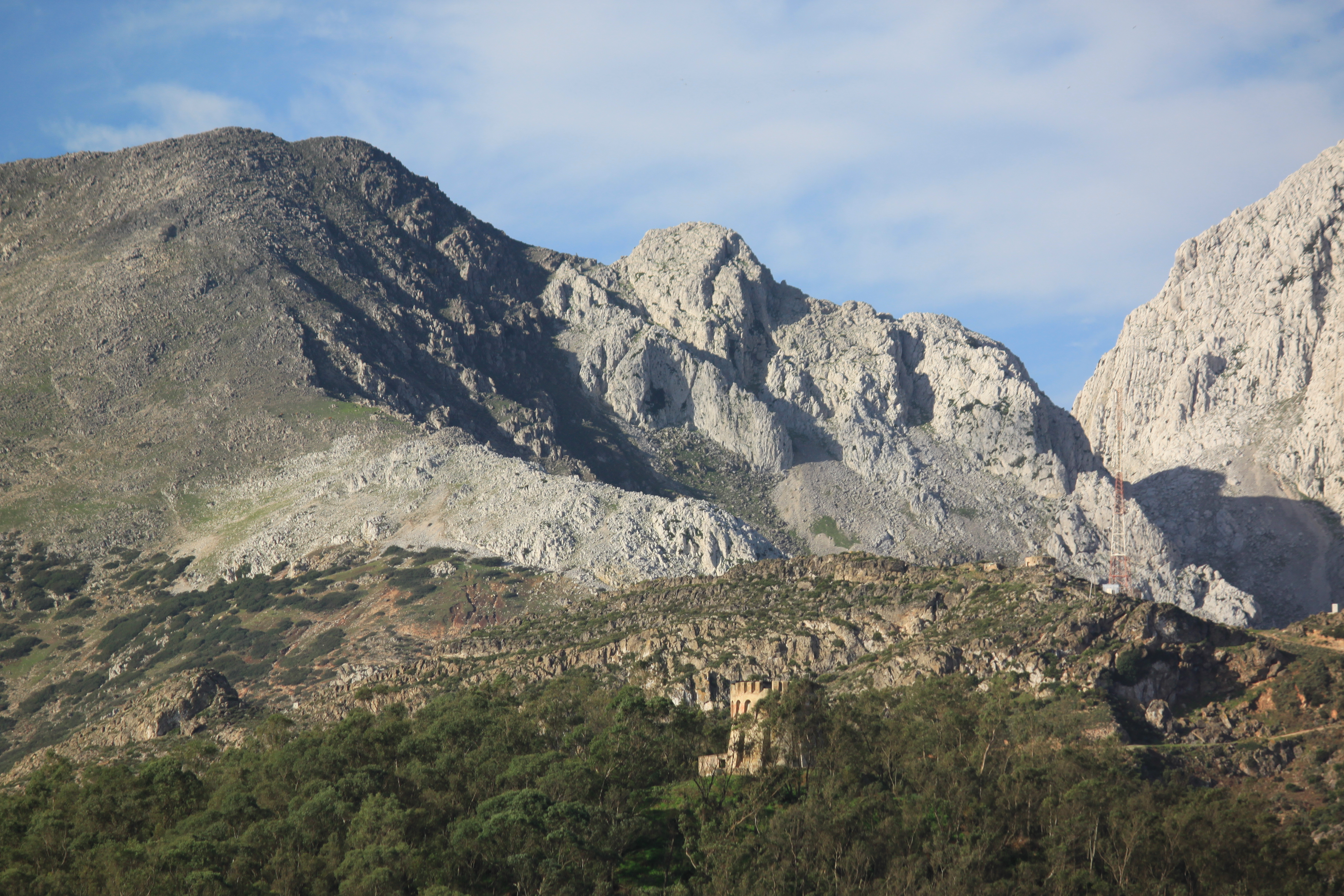
Fuerte de Ányera

- Ältestes Zeugnis dieser Art ist die im Westen der Stadt gelegene merinidische Stadtmauer aus dem 13./14. Jahrhundert. Sie ist in der für Marokko typischen Stampflehmbauweise errichtet, die zwar Gewehrkugeln standhält, aber bei einem Beschuss mit schwerer Artillerie keine Sicherheit mehr bietet.
- Nach der Eroberung der Halbinsel durch die Portugiesen wurden sicherlich auch Befestigungsanlagen errichtet, doch ist von ihnen nichts erhalten. Der Foso de San Felipe stammt aus dem 16. Jahrhundert, seine beiden geböschten Endbastionen (baluartes) wurden im 17. Jahrhundert ergänzt. Neben den Befestigungswerken auf der Insel Malta gehört der seitlich durch hohe Mauern gesicherte Graben zu den mächtigsten europäischen Militäranlagen des gesamten Mittelmeerraumes.
- Im 17. Jahrhundert wurden überall auf der Halbinsel kleinere Bastionen errichtet. Die Fuerte de Aranguren entstammt dieser Zeit und befindet sich auf einem Hügel westlich der Stadt.
- Ein ähnlicher Bau, die Fuerte de Ányera, befindet sich in der zerklüfteten Berglandschaft des Monte Hacho.
- Die gesamte Spitze der Halbinsel mit dem Monte Hacho an ihrer höchsten Stelle ist durch eine Reihe von kleineren Forts gesichert. Die ehemalige Festung El Desnarigado ist mit Kanonen gegen Angriffe von der Seeseite gesichert. Heute befindet sich hier ein Militärmuseum.

### Religiöse Bauten

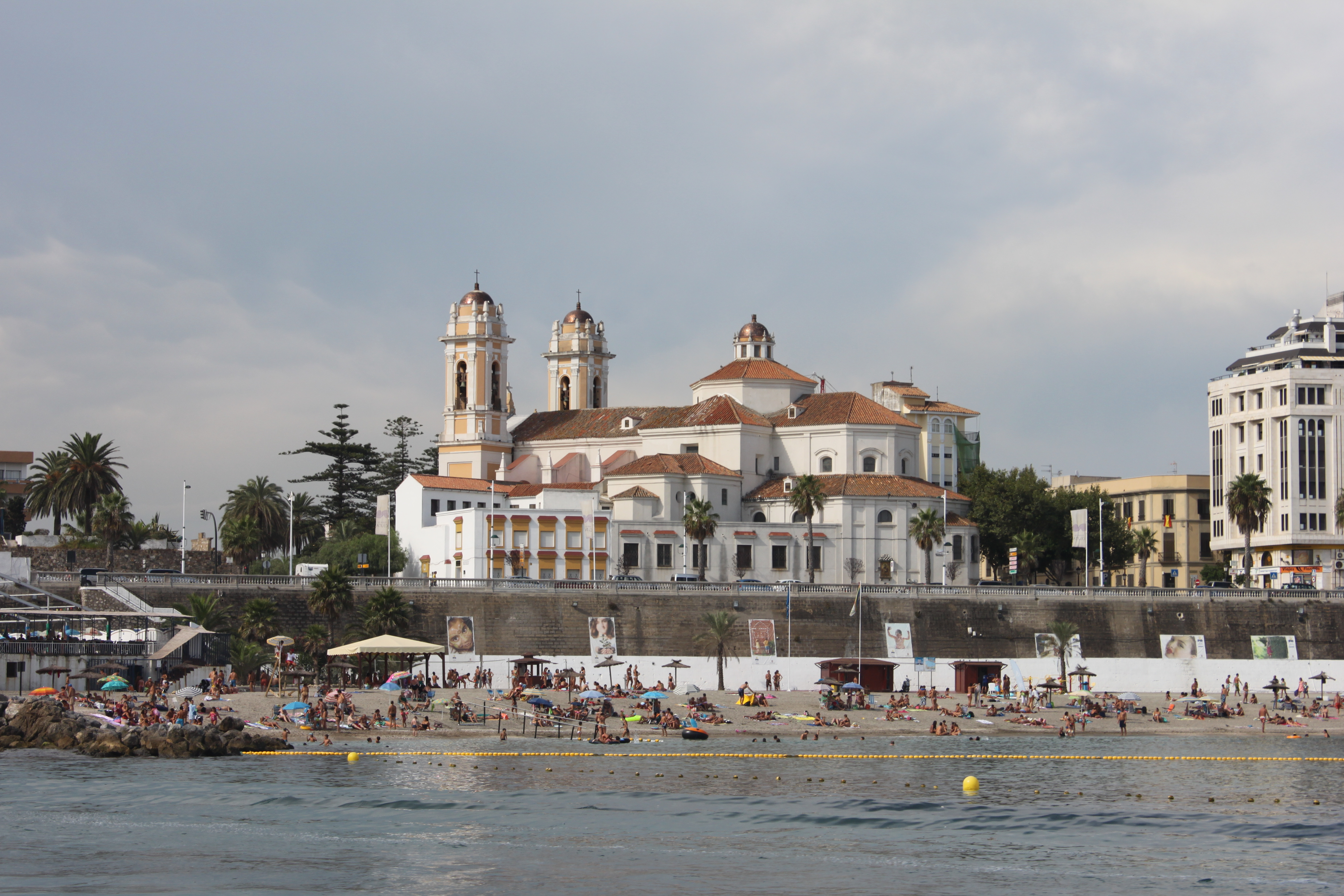
Kathedrale und Strand

- Die Kathedrale Santa María de la Asunción wurde bereits im 15. Jahrhundert auf den Fundamenten einer Moschee gegründet, in der Folgezeit jedoch immer wieder erweitert und umgebaut. Ihr heutiges Aussehen entspricht im Wesentlichen dem halb barocken, halb neoklassischen Zeitgeschmack des 17. und 18. Jahrhunderts; die letzten Veränderungen des dreischiffigen Innenraumes erfolgten in den Jahren 1954/1955. Seit dem Jahr 1851 Bischofssitz, bildet sie ein gemeinschaftliches Bistum mit der spanischen Stadt Cádiz.
- Die Kirche Santa María de África ist möglicherweise älter als die Kathedrale; die letzten Umbauten erfolgten jedoch erst im 18. Jahrhundert. Sie beherbergt eine Marienfigur der Nuestra Señora de África, die als Schutzpatronin der Stadt verehrt wird.
- Die Moschee Muley el Mehdi entstand in der Mitte des 20. Jahrhunderts und orientiert sich mit ihrem quadratischen Minarett an den almohadischen Moscheebauten Marokkos (vgl. Koutoubia-Moschee).

### Zivile Bauten

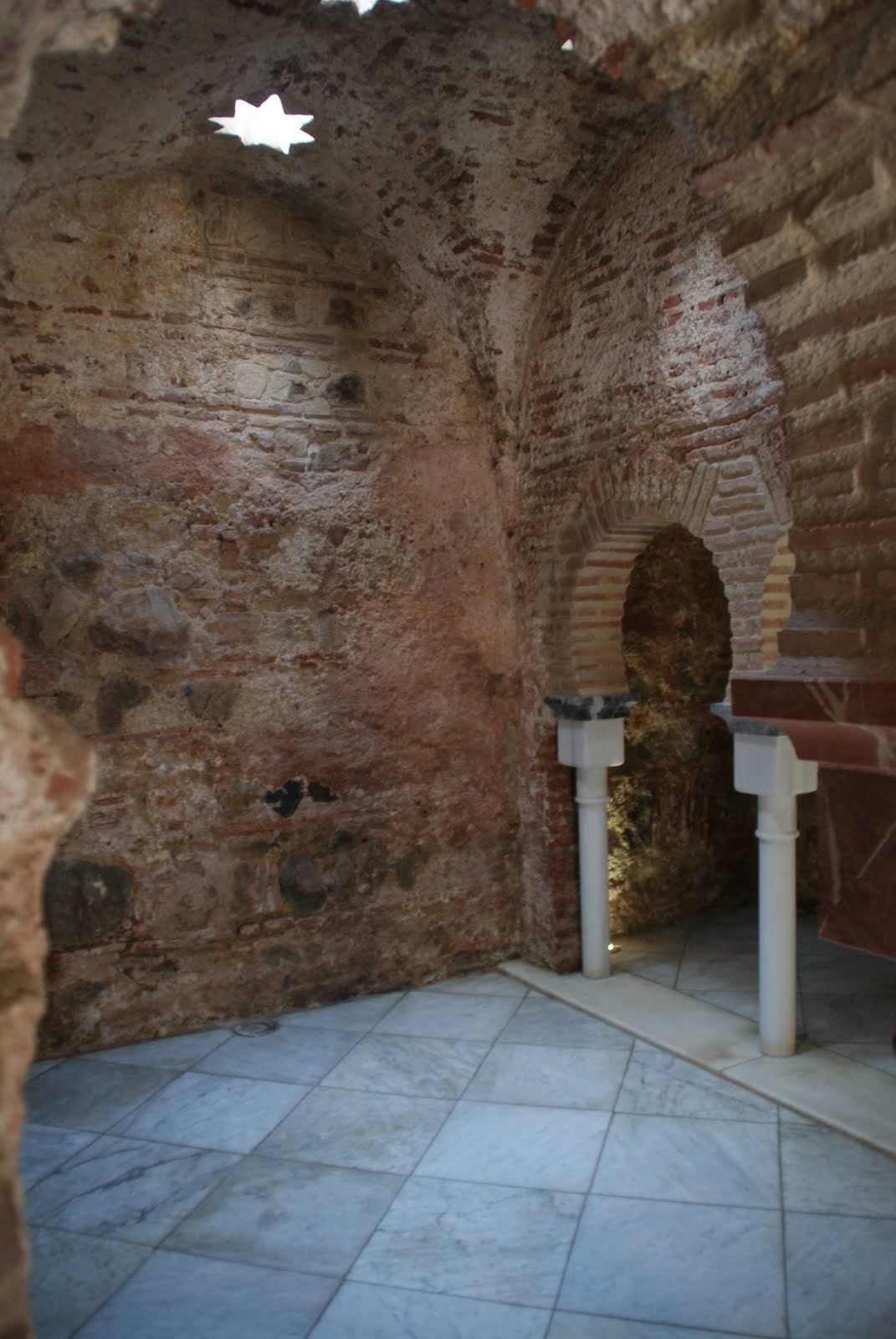
Baños árabes

- Die aus dem 12./13. Jahrhundert stammenden fensterlosen arabischen Bäder (baños árabes) werden ausschließlich durch – manchmal sternförmige – Oberlichter erhellt. Das für den Betrieb des Hammām notwendige Wasser wurde in Zisternen (aljibes) mit einem Fassungsvermögen von mehreren hundert Kubikmetern aufgefangen. Wie schon die römischen Thermenanlagen, so gehörten auch die islamischen Badehäuser zu den wenigen Gewölbebauten der jeweiligen Architekturtradition. Die Anlage wurde in christlicher Zeit überbaut und erst in den 1960er-Jahren wieder freigelegt.
- Das im neogotischen Stil errichtete Monumento de los Heroes de África erinnert an die auf spanischer Seite gefallenen Soldaten während des Spanisch-Marokkanischen Krieges (1859–1860).
- Ceuta hat mehrere recht originelle Wohnbauten – hier sind vor allem die Casa de los Dragones oder das erst zu Beginn des neuen Jahrtausends entstandene Gebäude Pret a Porter zu nennen.

### Parkanlagen
- In den umfangreichen Grünanlagen des in den 1940er- und 1950er-Jahren gestalteten Parque de San Amaro leben auch Berberaffen.
- Der Parque Marítimo del Mediterráneo wurde in den 1990er-Jahren nach Entwürfen des Architekten César Manrique gestaltet.

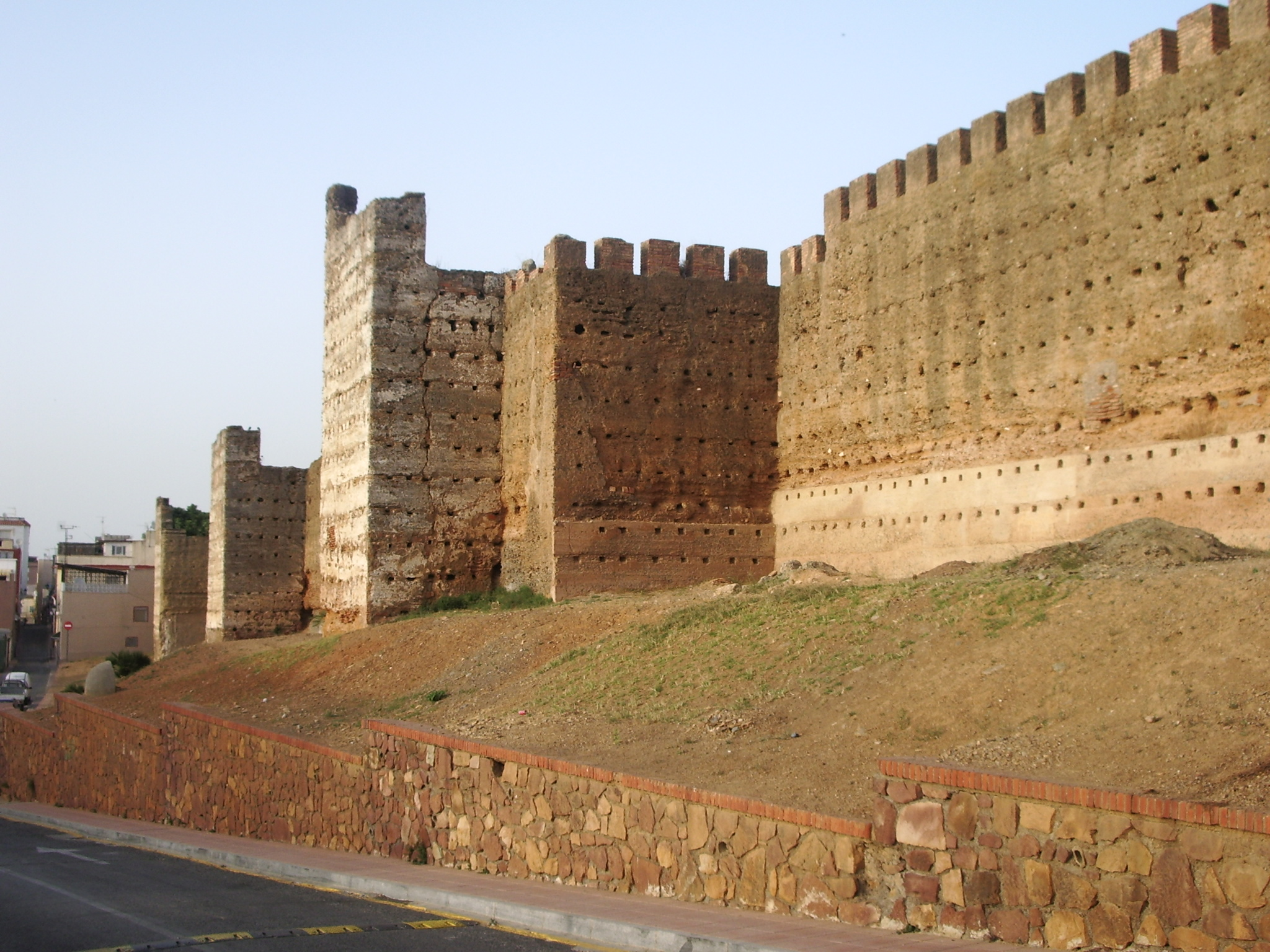
Merinidische Stadtmauer
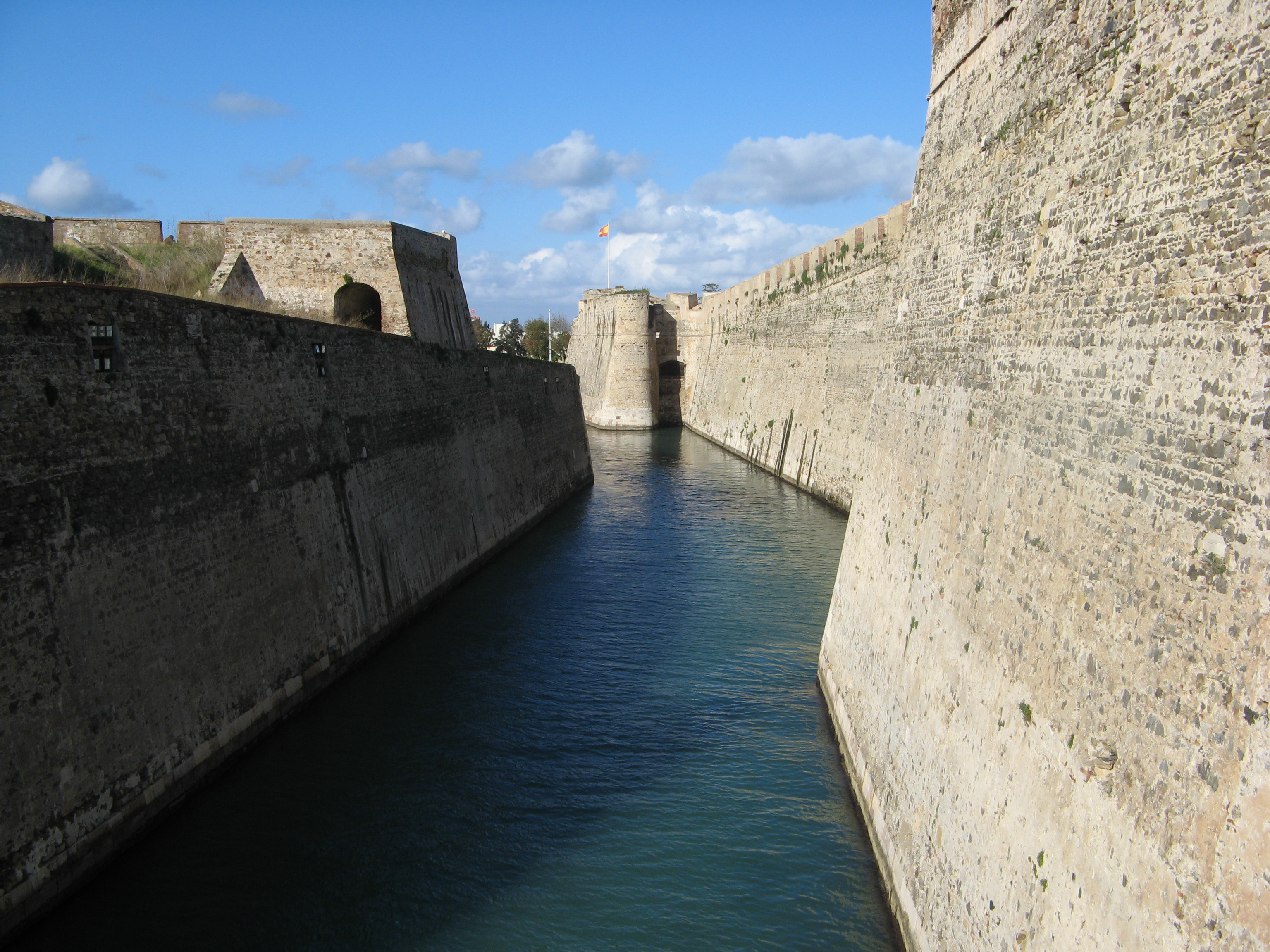
Foso de San Felipe
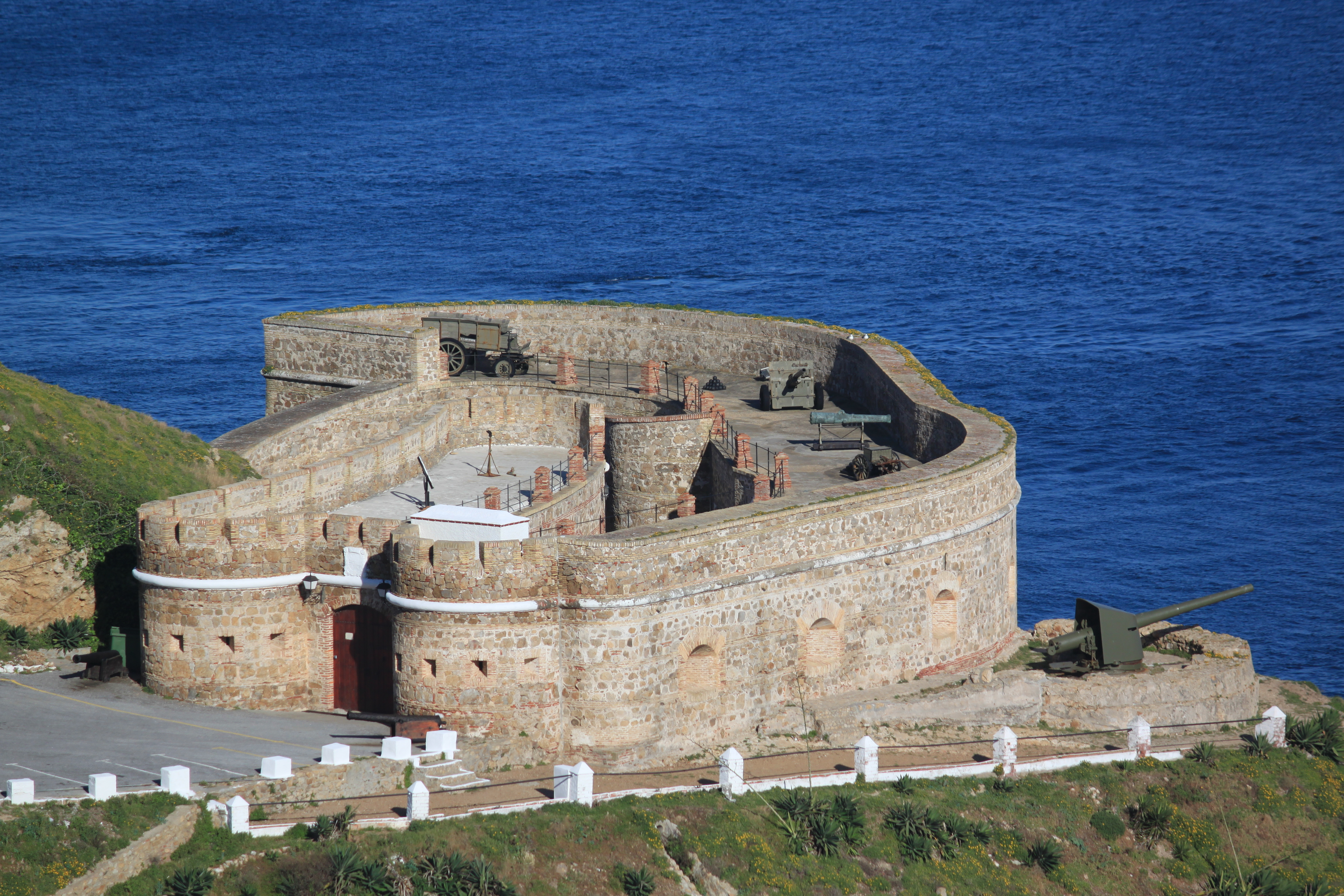
Militärmuseum El Desnarigado
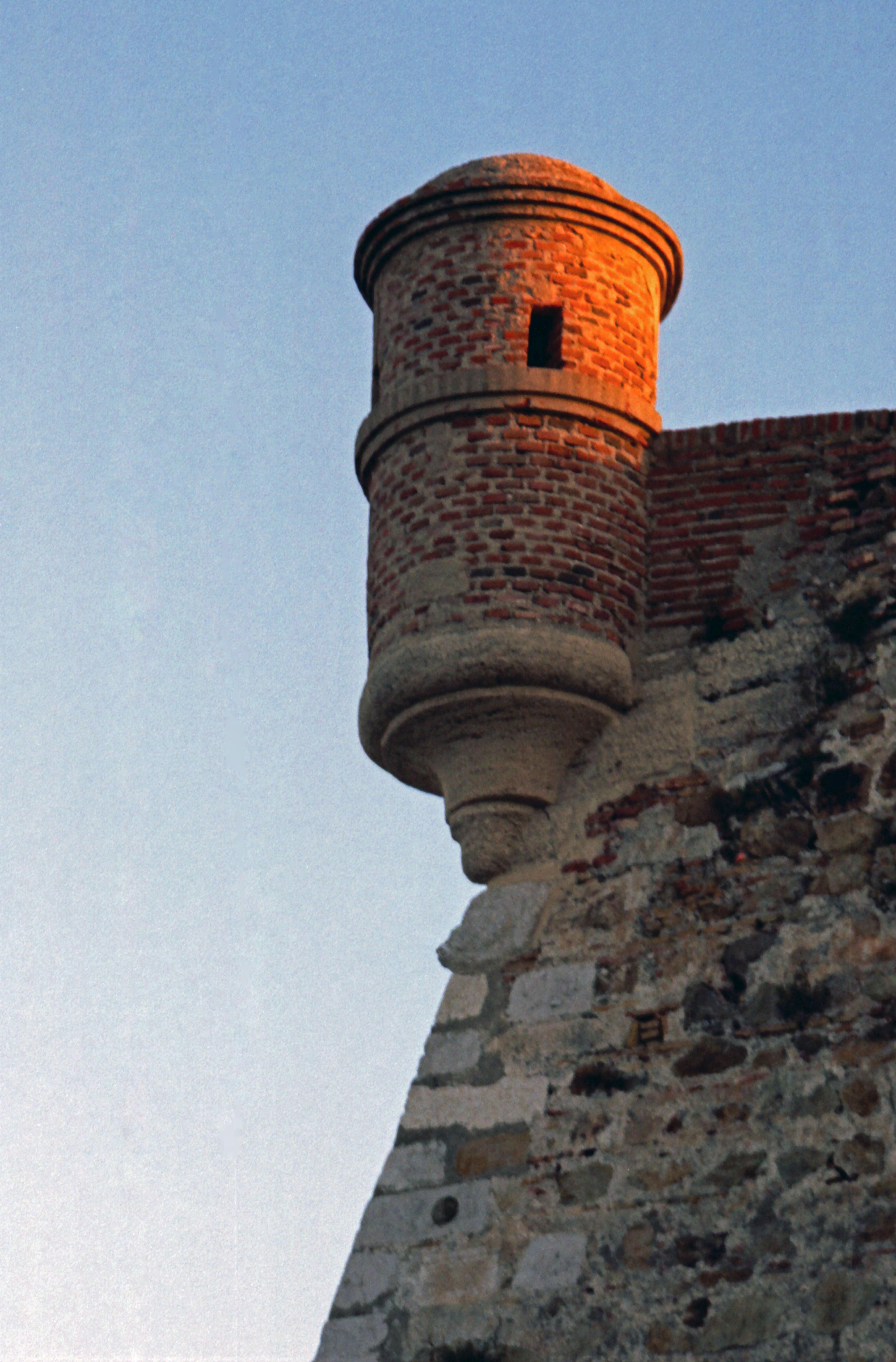
Einmannwachturm (Pfefferbüchse) an der Baluarte Santa Ana
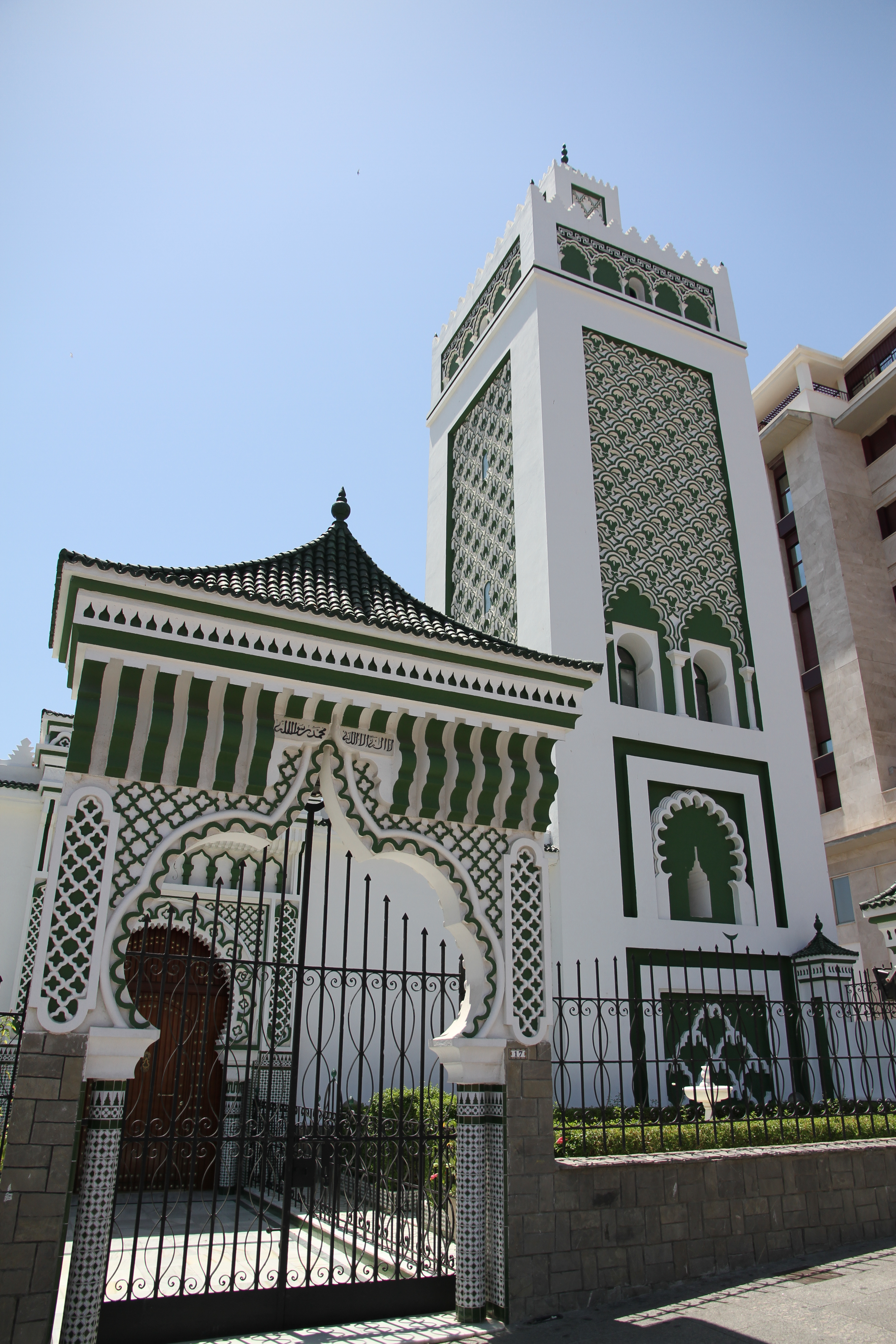
Moschee Muley el Mehdi
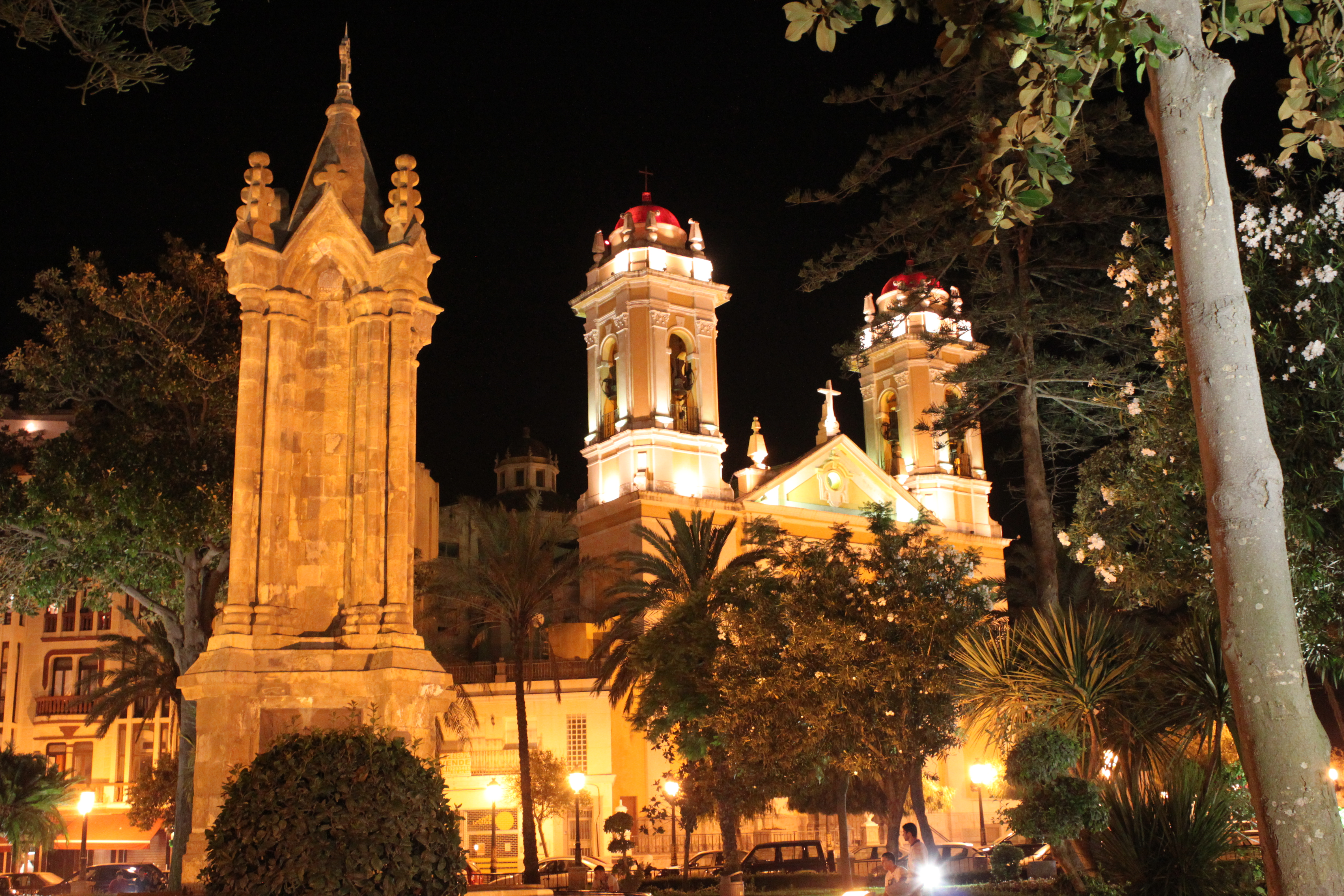
Monument für die „Helden von Afrika“ und Kathedrale (bei Nacht)
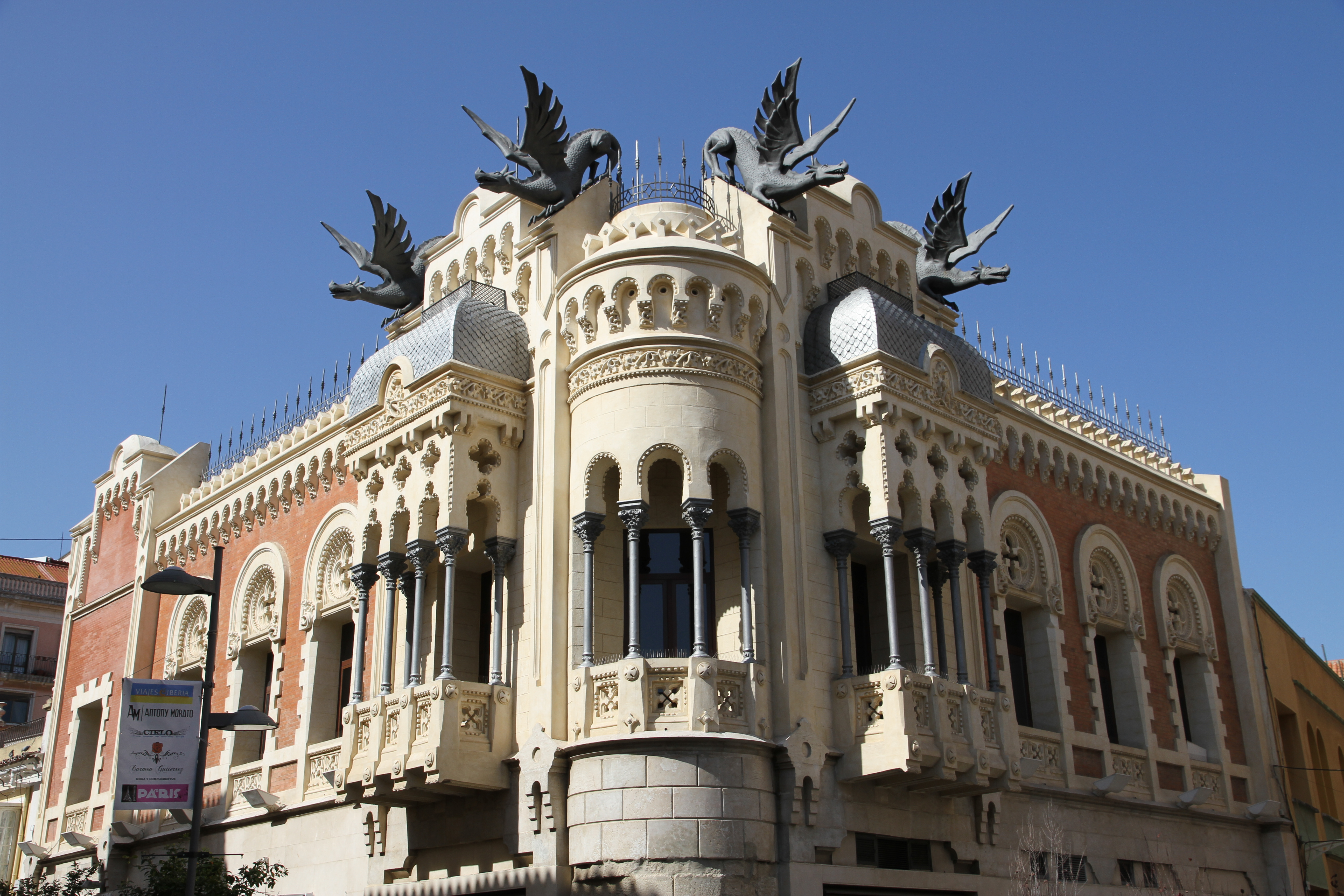
Casa de los Dragones
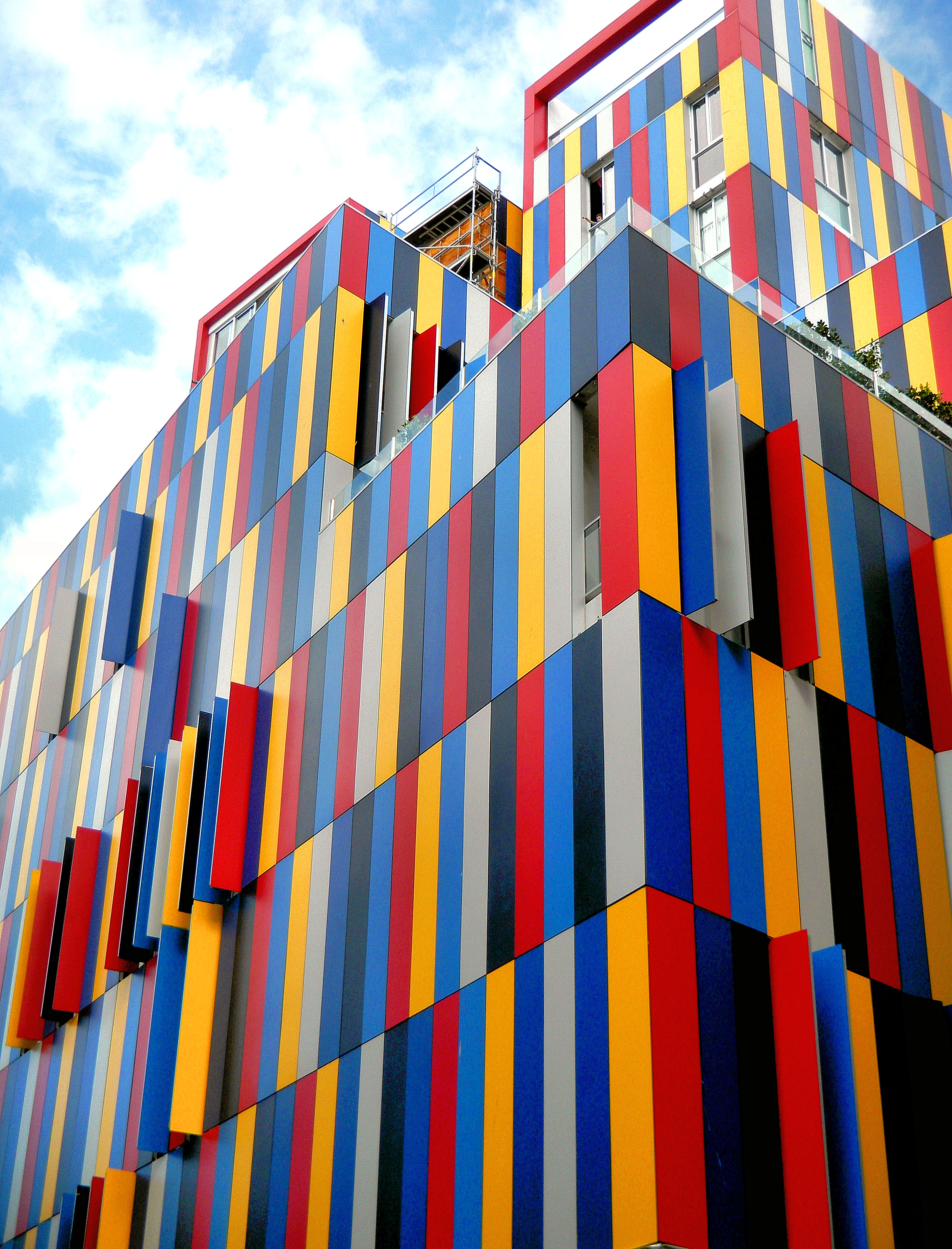
Wohnhochhaus Pret a Porter

## Persönlichkeiten
Söhne und Töchter der Stadt:
- al-Idrisi (1100–1166), Kartograph, Geograf und Botaniker
- Pedro Sarsfield (1781–1837), spanischer General irischer Abstammung und Vizekönig von Navarra
- Antonio Dorregaray (1820–1882), General
- África de las Heras (1909–1988), spanische bzw. uruguayische bzw. sowjetische Spionin
- Rafael Lesmes (1926–2012), Fußballspieler
- Manuel Chaves (* 1945), Politiker
- José Martínez Sánchez „Pirri“ (* 1945), Fußballspieler
- Miguel Bernardo Bianquetti (* 1951), Fußballspieler
- Nayim (* 1966), Fußballspieler
- Carmen Miriam Jiménez Rivas (* 1982), Mitglied der Popband Bellepop
- Guillermo Molina (* 1983), Wasserball-Nationalspieler (Weltmeister 2001)
- Alicia Sanz (* 1988), Schauspielerin
- Gonzalo Campos López (* 1991), Musicaldarsteller
- Lorena Miranda (* 1991), Wasserballspielerin
- Olga Parres Azcoitia (* 1993), Tennisspielerin